# Sarah Maria

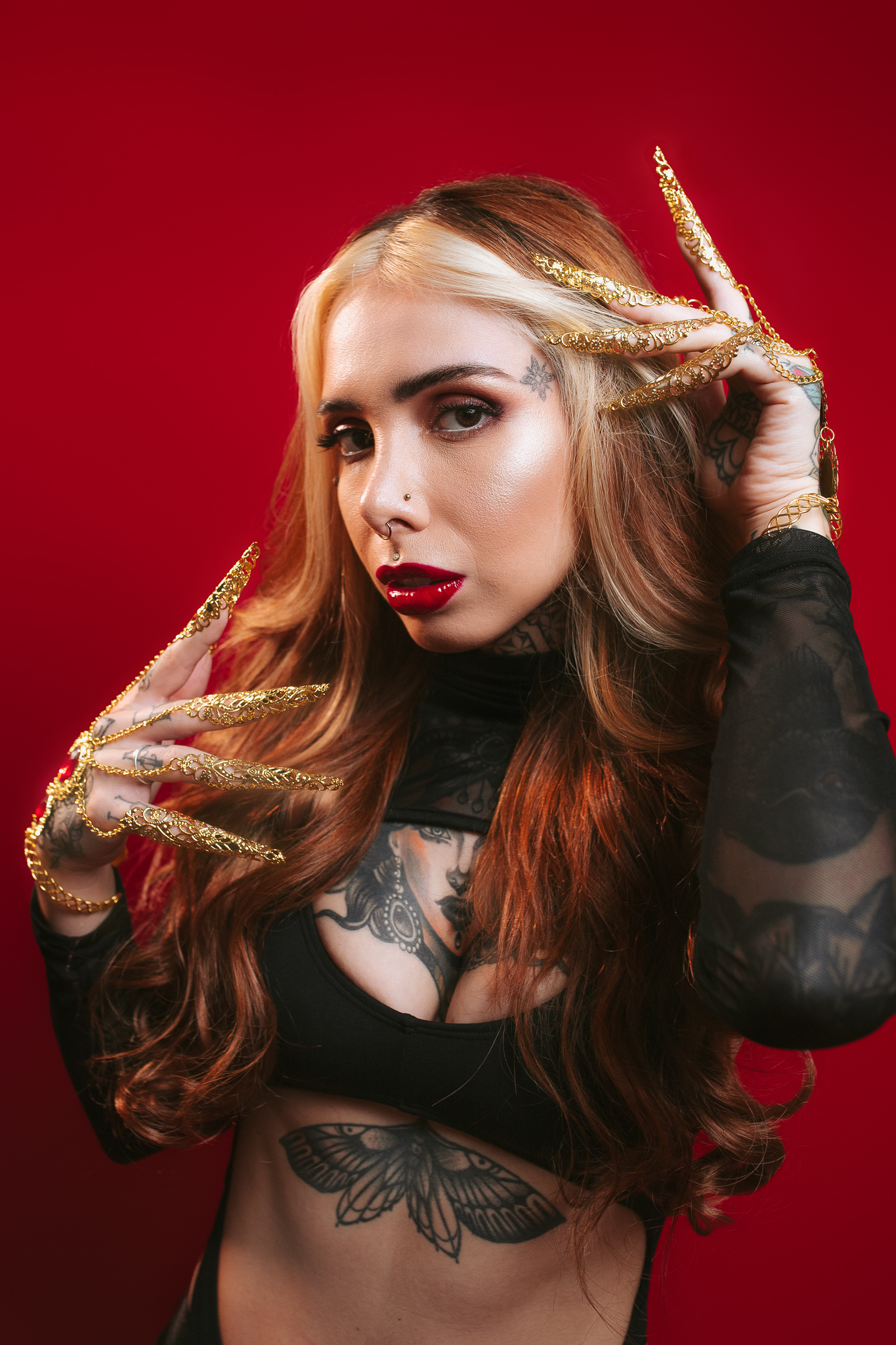
Sarah Maria em foto de divulgação tirada por Brunno Kawagoe

Sarah Farias Guerra (Osasco, 26 de abril de 1996), conhecida popularmente como Sarah Maria, é uma publicitária, atriz, cantora e dançarina brasileira. Tornou-se conhecida na internet em 2020 quando começou a publicar vídeos de coreografias, covers musicais e posteriormente músicas autorais.

## Biografia
Sarah Maria nasceu em 26 de abril de 1996 na cidade de Osasco, na Grande São Paulo. É filha da professora Edlene Alves Farias e do vendedor Francisco Farias, sendo a filha mais velha do casal. Seu irmão, Renato Fernandes, nasceu em 2015. 
Sua mãe voltou aos estudos aos 42 anos e seu pai é um nordestino, nascido no Piauí, que mudou-se para São Paulo aos oito anos de idade com a família.
Sarah já morou em diversas cidades do Estado de São Paulo, como em Osasco, Barueri e Sorocaba. Além disso, também já residiu em São Paulo, Belo Horizonte e em Dublin, na Irlanda.
Em 2012, iniciou os estudos em Relações Públicas na Escola Superior de Administração, Marketing e Comunicação (ESAMC) de Sorocaba. Formada desde 2018, trabalhou em empresas conhecidas nacionalmente, como Gerente de Mídia na Uninove e Analista de Performance na LVL, onde atendia a empresa Cacau Show.
Sarah segue uma dieta vegana.

## Vida Pessoal
Sarah começou a namorar virtualmente o seu atual marido, o cantor Lucas Mazoni Guerra, em 2017. Ela morava em Sorocaba e ele em Belo Horizonte. Após cerca de dois anos de namoro, casaram-se em uma cerimônia privada na cidade onde o cantor residia no ano de 2019.
Em abril de 2022, Sarah e o marido se mudaram para Dublin, na Irlanda, para estudar o inglês e fazer intercâmbio cultural. Durante o período da viagem, conheceram mais de onze países, entre eles Malta, Inglaterra, Alemanha e França. Ao retornarem ao Brasil, mudaram-se para a cidade de São Paulo.

## Carreira
Apesar de ter estudado Relações Públicas, Sarah Maria sempre sonhou em cantar e desenvolver sua veia artística por meio da dança, expressão que esteve presente em sua vida desde os cinco anos de idade. Ao mudar-se para a Zona Rural de Sorocaba, aos cinco anos de idade, Sarah precisou deixar o sonho da arte de lado, só voltando a dedicar-se durante a Pandemia do COVID-19.
Sarah Maria também é formada em Teatro pela Fundação de Desenvolvimento Cultural de Sorocaba (FUNDEC), em Dança pelo Drop Studio da Irlanda. A artista também realizou aulas de canto online durante a pandemia. Como atriz, Sarah chegou a se apresentar em três peças teatrais. 
Após publicar diversos vídeos em redes sociais como Instagram, Facebook e TikTok, Sarah resolveu investir na carreira em 2020.
Em 10 de outubro de 2020, Sarah lançou sua primeira música autoral, intitulada “Não me Abala”. O videoclipe oficial da canção mostra Sarah em coreografias complexas e com visual de popstar. Depois de um ano, o vídeo já tinha alcançado mais de 50 mil visualizações no YouTube e no Instagram. A música “Não Me Abala” aborda o tema fala sobre uma pessoa segura de si e as virtudes de uma pessoa que expressa o ato de amor próprio. 
Alguns meses depois, a cantora lançou a canção "Delito", também de sua autoria. O último lançamento da artista, em novembro de 2022, foi "Você Não Perde por Esperar". A música fala sobre dar um novo significado às lutas femininas por direitos. 
Durante sua passagem pela Europa, a cantora se apresentou em casas de shows como Fiber Magaes, em Dublin, e no Festival Afro-Latino Carnival 2022 em Belfast, na Irlanda do Norte.
Além da carreira artística, Sarah Maria criou oficialmente sua empresa de marketing que trabalha com o objetivo de ajudar na publicidade de artistas independentes. 